# Lai Chun Ho
Lai Chun Ho (* 5. Februar 1989 in Hongkong) ist ein chinesischer Sprinter, der international für Hongkong startet.

## Sportliche Laufbahn
Erste Erfahrungen bei internationalen Wettbewerben sammelte Lai Chun Ho bei den Juniorenasienmeisterschaften 2006 in Macau, bei denen er in 10,69 s den siebten Platz im 100-Meter-Lauf belegte. Anschließend nahm er an den Juniorenweltmeisterschaften in Peking teil, schied dort aber ebenfalls mit 10,69 s im Vorlauf. Im Jahr darauf erreichte er bei den Asienmeisterschaften in Amman das Halbfinale, in dem er mit 10,55 s ausschied. 2008 siegte er bei den Juniorenasienmeisterschaften in Jakarta in 10,43 s und gewann mit der Hongkonger 4-mal-100-Meter-Staffel in 41,17 s die Bronzemedaille. Anschließend nahm er an den Juniorenweltmeisterschaften in Bydgoszcz teil und schied dort mit 10,67 s im Halbfinale aus. Damit qualifizierte er sich für die Olympischen Spiele in Peking, bei denen er mit 10,63 s in der ersten Runde ausschied.
2009 erreichte er bei den Asienmeisterschaften in Guangzhou das Halbfinale im Einzelbewerb und wurde mit der Staffel in 40,22 s Siebter. Daraufhin erreichte er bei den Ostasienspielen in Hongkong Platz vier und wurde mit der Staffel im Finale disqualifiziert. Im Jahr darauf gewann er bei den Hallenasienmeisterschaften in Teheran in 6,71 s die Bronzemedaille im 60-Meter-Lauf. Anschließend nahm er an den Hallenweltmeisterschaften in Doha teil, bei denen er mit 6,88 s im Vorlauf ausschied. Im November nahm er erstmals an den Asienspielen in Guangzhou teil und wurde dort sowohl über 100 Meter, als auch mit der Staffel Vierter. Bei den Asienmeisterschaften 2011 in Kōbe gewann er mit der Staffel in 39,26 s die Silbermedaille hinter dem Team aus Japan und über 100 Meter schied er mit 10,67 s im Halbfinale aus. Anschließend gewann er mit der Staffel die Bronzemedaille bei der Sommer-Universiade in Shenzhen und erreichte im Einzelbewerb das Viertelfinale. 2012 gewann er in 6,78 s die Silbermedaille über 60 Meter bei den Hallenasienmeisterschaften in Hangzhou hinter dem Iraner Reza Ghasemi. Daraufhin nahm er erneut an den Hallenweltmeisterschaften in Istanbul teil und schied dort mit 6,97 s in der Vorrunde aus. Mit der Staffel qualifizierte er sich erneut für die Olympischen Spiele in London, bei denen er mit 38,61 s in der Qualifikation ausschied.
Bei den Asienmeisterschaften 2013 in Pune feierte er mit dem Staffelsieg in 38,94 s seinen bisher größten Erfolg. Daraufhin schied er bei den Weltmeisterschaften in Moskau mit der Staffel im Vorlauf aus und gewann bei den Ostasienspielen in Tianjin die Silbermedaille. 2014 nahm er erneut an den Asienspielen im südkoreanischen Incheon teil, gewann dort mit der Staffel in 38,98 s die Bronzemedaille, kam dort aber nur im Vorlauf zum Einsatz. Zwei Jahre später schied er bei den Hallenasienmeisterschaften in Doha mit 7,14 s in der ersten Runde aus. 2018 erfolgte die dritte Teilnahme an den Asienspielen in Jakarta, bei denen er mit der Hongkonger Stafette in 39,48 s Rang sieben belegte.

## Persönliche Bestleistungen
- 100 Meter: 10,32 s (+1,7 m/s), 22. November 2010 in Guangzhou
  - 60 Meter (Halle): 6,67 s, 18. Februar 2012 in Hangzhou (Hongkonger Rekord)